# Brampton Island
Brampton Island ist eine bewohnte Insel, die zu den Cumberland Islands in Queensland, Australien, gezählt wird. Die Insel im Gebiet des Great Barrier Reefs befindet sich am südlichen Anfang der Whitsunday-Island-Passage, die James Cook im Juni 1770 erkundete. Der nächste Ort an der Küste ist Mackay.

## Geschichte
Auf diesem Seegebiet lebte 9000 Jahre lang der Aboriginestamm der Ngaro, der bereits in der Zeit von James Cook nicht mehr dort aufhielt. Vermutlich wurde der Insel im Jahre 1879 der Name von Commander Bedwell verliehen, als er den Inseln Städtenamen des englischen Cumberland verlieh.
Im Jahre 1916 war Joseph Busuttin mit seiner Familie der erste europäische Siedler. Zwei seiner Söhne bauten ein Resort im Jahre 1933 und das Dampfschiff SS Canberra brachte erste Touristen auf die Insel. Ein Sohn von Busuttin verkaufte das Resort und verließ im Jahre 1959 die Insel. Eine Landebahn wurde im Jahre 1965 gebaut und der erste Salzwasser-Swimmingool im Jahre 1967. Das größte Resort auf der Insel, das Brampton Resort, erwarb im Jahre 1985 die Trans Australia Airlines, erneute es und verkaufte es 1997. Der neue Eigentümer investierte $3 Millionen und verkaufte es weiter an den heutigen Betreiber, die Gesellschaft Voyages.

## Insel-Ereignisse

### Mord
Am 1. September 1983 wurde die Engländerin Celia Douty, die in dem Brampton Resort arbeitete, an der Dinghy Bay ermordet aufgefunden. Der Mordfall blieb bis ins Jahr 2001 unaufgeklärt. Erst mit den Methoden der DNA-Untersuchung konnte der Mörder ermittelt werden. Dies war der erste Mordfall in Australien, der mittels dieser neue Methode aufgeklärt werden konnte.

### Flugzeugabsturz
Am 3. April 2008 stürzte eine einmotorige Piper Cherokee kurz nach ihrem Start von der Startbahn in den Ozean vor der Brampton-Insel. Der Pilot und vier Passagiere konnten kurz darauf durch einen Hubschrauber gerettet werden.

## Touristische Informationen
Die Insel hat zwölf Sandstrände. Der höchste Punkt ist der Brampton Peak mit 214 Metern über Meereshöhe.
Der größte Teil der Insel ist vom Brampton-Islands-Nationalpark bedeckt, in dem sich eine üppige Flora und Fauna befindet. Durch den Park ziehen sich 17,8 km Wanderwege und es befindet sich ein Campingplatz dort, der auf Nachfrage belegt werden kann.
Bis 2010 bot das Brampton Island Resort 220 Gästen Platz in 106 Räumen. Touristen konnten Tagestouren zum Great Barrier Reef oder Wassersport, wie Schnorcheln, Tauchen, Segeln und Strandspiele unternehmen. Golf- und Tennisplätze waren auf der Insel vorhanden. Das Resort wurde 2010 geschlossen und verfällt seitdem, es existiert nur noch die Möglichkeit auf der Insel zu zelten.